# Latrobe (Tasmanie)
Pour les articles homonymes, voir La Trobe.
Latrobe est une ville du nord de la Tasmanie en Australie.
La cité est bordée par la rivière Mersey.
Latrobe est située à 8 km au sud-est de Devonport.
La ville est au centre du Conseil de Latrobe et fait partie de la circonscription de Braddon.
Le premier peuplement de colons date de 1821. La ville prit le nom de Latrobe en raison de Charles Joseph Latrobe administrateur de la Tasmanie au XIXe siècle.
Au recensement de 2001, la population était de 2 690 personnes.